# Olga Haselbeck
Olga Haselbeck, née à Budapest le 19 février 1884 et décédée au même lieu le 16 octobre 1961 était une mezzo-soprano hongroise.
En 1918, elle créa à l'opéra de Budapest le rôle de Judith dans A Kékszakállú herceg vára, (Le Château de Barbe-Bleue) de Béla Bartók avec Oszkár Kálmán pour partenaire (Barbe-Bleue).

## Biographie
Olga Haselbeck fait ses débuts à l'Opéra National de Budapest dans le rôle de Santuzza de Cavalleria rusticana du compositeur Pietro Mascagni.
Elle part travailler à Milan, puis à Bayreuth avec Hans Richter et Siegfried Wagner. À partir de 1932 et pour plusieurs années, elle sera la grande voix dramatique de l'opéra de Budapest.
Grande interprète wagnérienne, elle a incarné Brünnhilde (l'anneau du Nibelung), Kundry (Parsifal), Isolde (Tristan und Isolde), Ortrud (Lohengrin), Leonore (Fidelio) de Beethoven, Amneris (Aida) de Verdi et Dalila (Samson et Dalila) de Camille Saint-Saëns.

## Sources
Portrait d'Olga Haselbeck en allemand